# Lochkarte
Eine Lochkarte (LK) ist ein aus stabilem dünnen Karton gefertigter Datenträger, der früher vor allem in der Datenverarbeitung zur Speicherung von Daten und Programmen verwendet wurde. In ihr wurden die Dateninhalte durch einen Lochcode abgebildet, der mithilfe von elektro-mechanischen Geräten erzeugt und ausgelesen wurde. Diese Technik wird allgemein als veraltet angesehen.

## Geschichte

### Überblick
In den Anfangszeiten der elektronischen Datenverarbeitung konnten vielen Computersystemen ihre Eingabedaten ausschließlich über Lochkarten (oder Lochstreifen) zugeführt werden. Auch zur Speicherung von Bestandsdaten (z. B. Kontoinformationen einer Bank) wurden zunächst Lochkarten verwendet, bis die Speicherung und Verarbeitung auf magnetischen Datenträgern effizienter und günstiger wurde. In der Softwareentwicklung wurde der Programm-Quellcode von den Programmierern auf Lochkarten erfasst, durch Übersetzer verarbeitet und auch als Lochkarten archiviert. Auch zum Laden von Programmen (im Maschinencode, zum Teil auch als Programm-Quelltext), wurden Lochkarten verwendet.
Sukzessive wurden Lochkarten schon ab den 1960er Jahren durch elektronische Speichermedien wie Magnetbänder und Magnetplatten abgelöst; zur Datenerfassung wurden „modernere“ Datenträger wie z. B. Disketten verwendet sowie Bildschirm-gestützte Erfassungsverfahren mit Datenfernübertragung eingesetzt.
Länger hielten sich Lochkarten als Trägermedium für JCL-Steueranweisungen, über die Jobs bereits unter Nutzung elektronischer Programmbibliotheken ausgeführt wurden.

### Ursprung

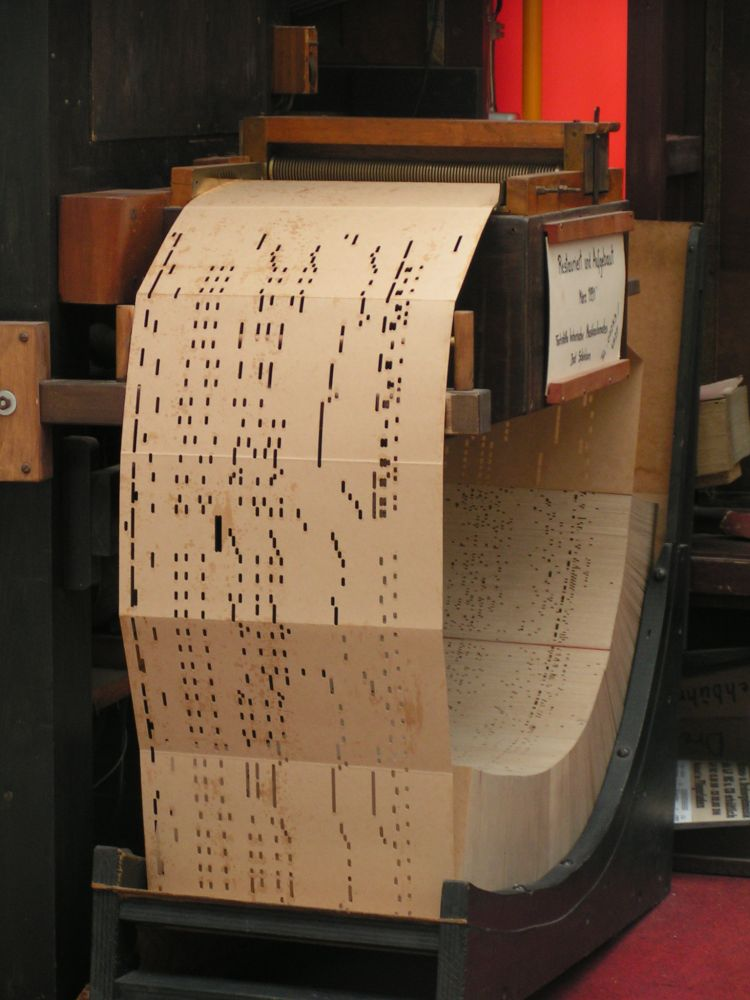
Lochkarton, eine Form des Lochstreifens, zur Steuerung einer Tanzorgel

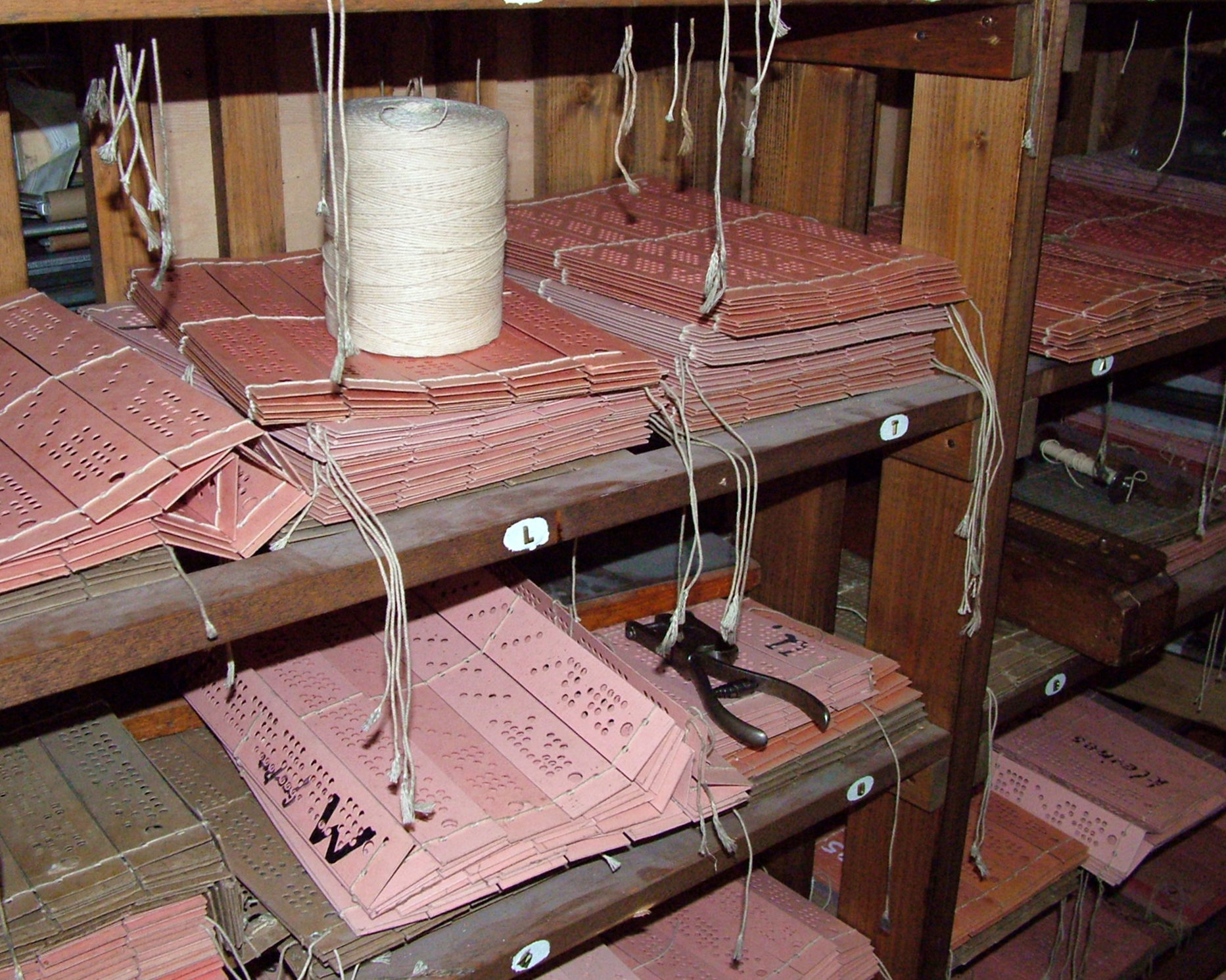
Lochkarten für einen mechanischen Webstuhl, Textilmuseum Bocholt

Lochkartenähnliche Systeme wurden ab etwa der Mitte des 18. Jahrhunderts im Bereich der Automatisierung verwendet. Sie wurden meist eingesetzt, um wiederkehrende Abläufe rationell zu wiederholen. Es wurden unter anderem lochkartengesteuerte Webstühle gebaut, wobei die ersten Lochkarten hier hölzerne Plättchen waren. Als Weiterentwicklung ist vor allem der Jacquardwebstuhl bekannt, der im Jahr 1805 mit gelochten Karten aus Karton gesteuert wurde. Drehorgeln werden oftmals noch heute mit lochkartenähnlichen Speichermedien (sogenannte Faltkartonnoten oder Lochbandrollen) gesteuert, aber auch andere automatische und teilautomatische Musikinstrumente bedienen sich dieses Verfahrens. Charles Babbage sah ca. 1837 für den Entwurf seiner Analytical Engine eine Lochkartensteuerung vor.
Die Ursprünge der Lochkarte gehen auf die Funktionsweise von Spieldosen und anderen Automaten zurück, in denen eine sich drehende Walze oder Scheibe mit darauf angebrachten federnden Stiften oder Löchern die automatisierte Wiedergabe von Musikstücken und die Steuerung mechanischer Abläufe ermöglichte. Das Grundprinzip dieser Lochkarten war, dass die Funktionen eines Automaten in einer bestimmten Art und Weise (durch einen bestimmten Code) und zeitlich korrekt angesteuert werden. Beispielsweise werden in ein aus dünnem Karton bestehendes Speichermedium Löcher gestanzt, deren Bedeutung positionsabhängig im jeweils verwendeten Code festgelegt ist. Zur Ausführung der codierten Funktionen werden die Löcher im Speichermedium durch eine „Leseeinheit“ abgetastet, durch eine geeignete Vorrichtung decodiert und so der jeweiligen Funktion zugeordnet.
Die Darstellung, Speicherung und Verarbeitung von Daten in Form von Lochungen in einem Medium aus Papier, Karton oder ähnlichem ermöglichte vor der Entwicklung der elektronischen Datenverarbeitung, im Gegensatz zu Systemen wie etwa der Stiftwalze, die wirtschaftlichste Möglichkeit, codierte Daten schnell zu vervielfältigen und mit einfachen Mitteln einen neuen Code zu schreiben. Frühe Datenverarbeitungs- und -registrieranlagen waren ohne Lochkarten nicht denkbar.

### Hollerith-Lochkarte

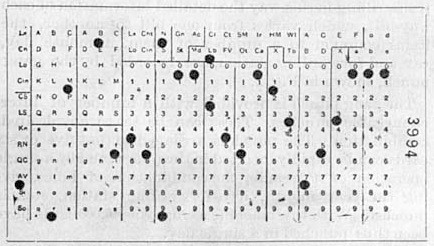
Eine frühe Hollerith-Lochkarte noch mit runden Löchern.

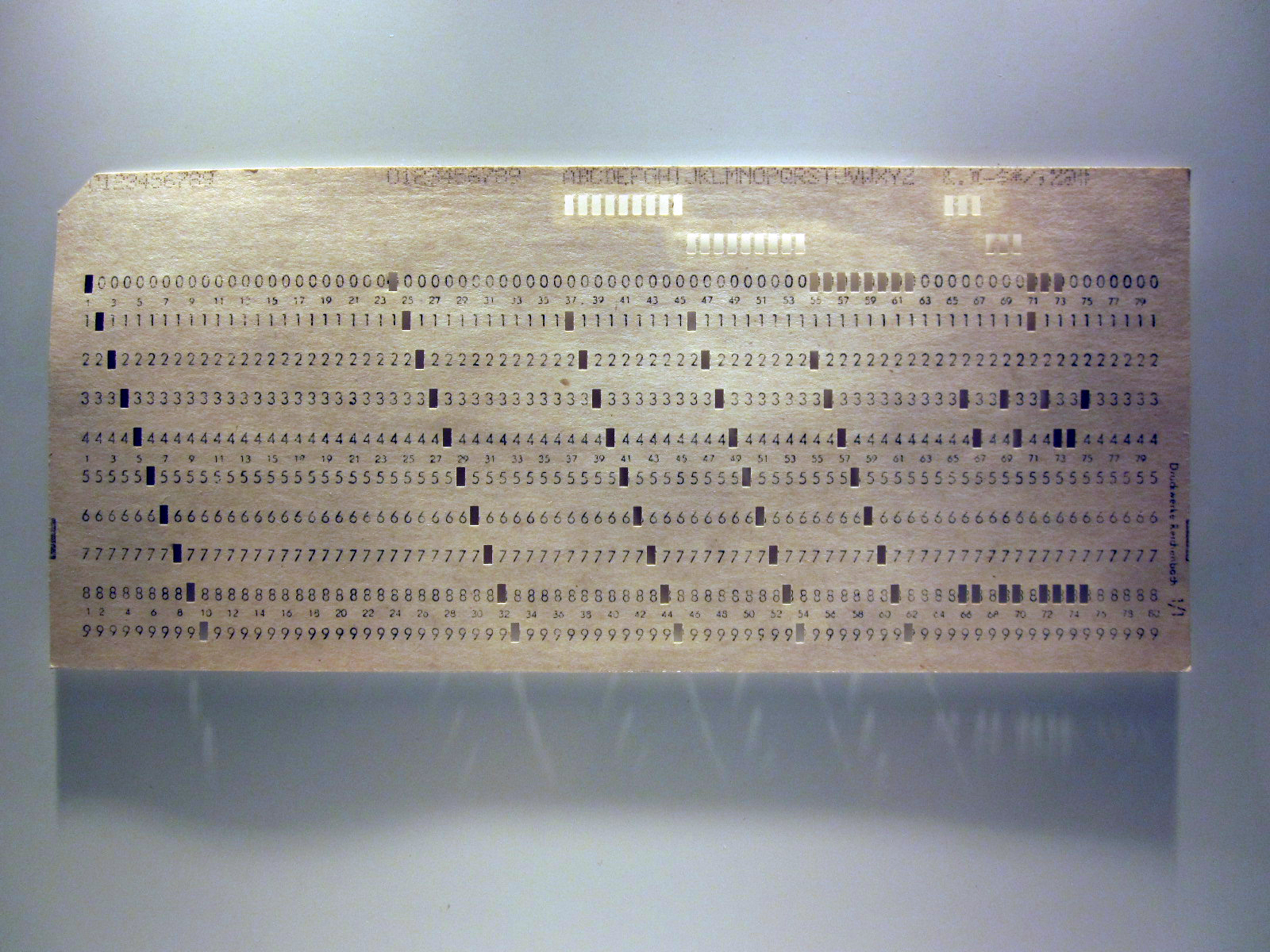
Lochkarte der Zuse KG für die Z7-Z10, 1950er Jahre

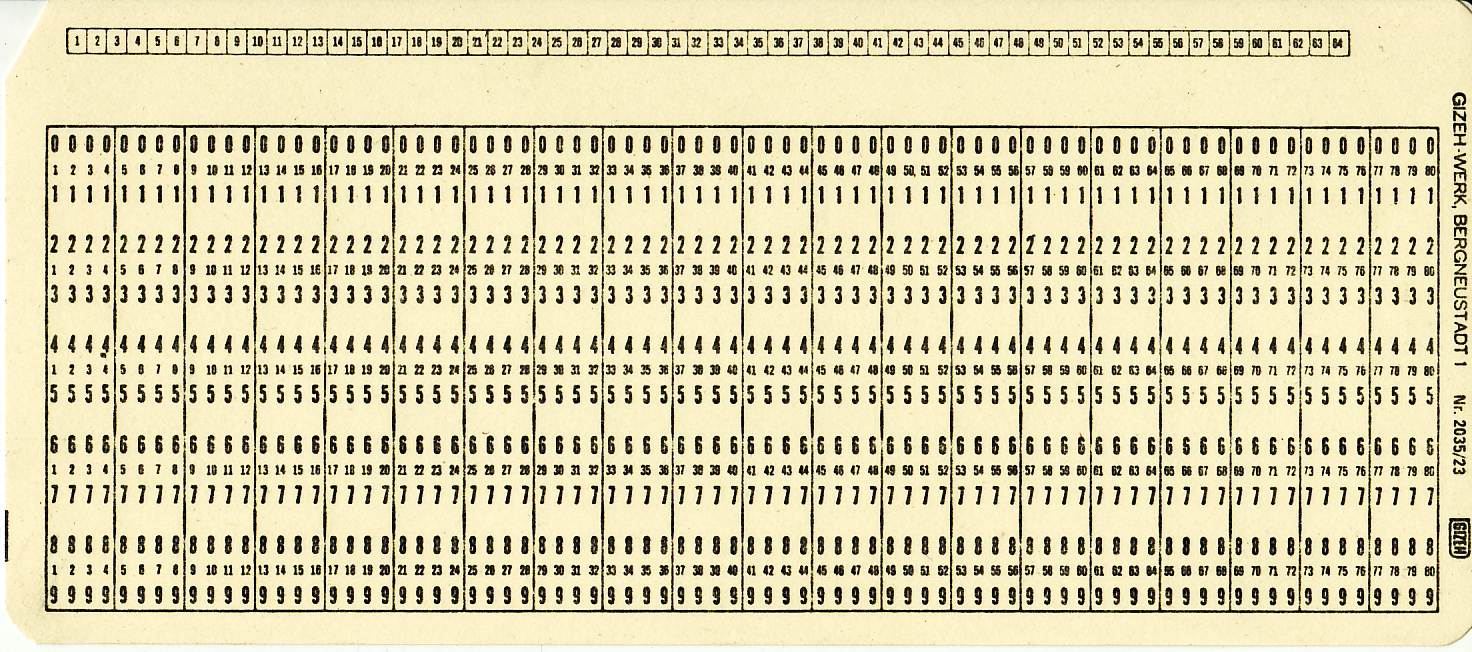
Lochkarte im 80-Spalten-Format nach IBM-Standard

Die später im Computerbereich weit verbreitete Lochkarte geht auf die US-amerikanische Volkszählung 1890 zurück, zu der Herman Hollerith ein auf Lochkarten basierendes – unter der US-Patent Nr. 395.781 am 8. Januar 1889 beschriebenes – Verfahren einschließlich der zugehörigen Stanz- und Auswertemaschinen (Tabelliermaschinen) entwickelte. Dabei wurde die Lochkarte nicht mehr funktional steuernd, sondern als Träger von Sachdaten verwendet. Die Volkszählung wurde zwischen dem 1. Juni 1890 und dem 1. Juli 1890 durchgeführt. Die Daten zur Einwohnererfassung wurden manuell direkt in die Tabelliermaschinen eingegeben. Die Ergebnisse dieser Daten wurden am 12. Dezember 1890 veröffentlicht. Alle anderen Daten wurden zuerst in die Lochkarten gelocht und dann mit den Tabelliermaschinen ausgewertet. Der erste Teil der Ergebnisse wurde am 12. Dezember 1892 als Compendium of the Eleventh Census Part I veröffentlicht. Die Teile 2 und 3 wurden 1894 und 1896 veröffentlicht.
Die Lochkarte wurde nach ihrer Massenpremiere, der Volkszählung, vor allem in mechanischen und elektromechanischen Rechen- und Lochkartensortierern und Lochkartenmischern eingesetzt. Es dauerte allerdings bis 1928, bis die Lochkarte ihr endgültiges, standardisiertes Format bekam. Nach ihrem Erfinder war für diese Art Lochkarten auch die Bezeichnung Hollerithkarte üblich.
Eine Hollerith-Lochkarte – in der Form, wie sie zur Hochzeit der Lochkarte am meisten verbreitet war – ist ein rechteckiges, etwa 18,7 cm × 8,3 cm großes Stück 0,17 mm dünner Karton hoher Papierqualität mit gleichmäßiger Dicke (161 g/m²), in das in vorgegebene Positionen mit Hilfe eines speziellen Lochungsgerätes spaltenweise Löcher gestanzt werden, um eine Folge von Zeichen zu codieren. Die Kodierung war zunächst symbolisch, das heißt für jedes Loch war dessen Bedeutung abgesprochen (z. B. Haarfarbe oder Religion etc.). Erst spätere Lochkarten enthielten kodierte Zahlen, noch später alphanumerische Daten wie Buchstaben und Sonderzeichen.
Als im 20. Jahrhundert digitale Computer entwickelt wurden, boten sich die schon etablierten Lochkarten als Medium zur Programmeingabe und Datenspeicherung an.
Eine solche Hollerith-Lochkarte ist im Allgemeinen auf der Vorderseite an den Lochpositionen bedruckt, die linke obere Ecke ist ca. 1 cm hoch flach abgeschrägt, um die manuelle Orientierung vorne/hinten bzw. unten/oben zu ermöglichen; die anderen drei Ecken sind gerundet oder eckig (siehe Bilder). In die vorgegebenen Positionen wurden meist mit Hilfe eines tastaturunterstützten Lochkartenstanzers spaltenweise Löcher gestanzt, um die gewünschten Inhalte in der Lochkarte zu codieren. Zur besseren Lesbarkeit durch den Menschen wurde zusätzlich zum Lochungsbereich (nur dieser „interessierte“ den Computer) am oberen Kartenrand der erfasste Inhalt aufgedruckt, meist spaltengenau zu den Lochungen.
Die übliche maximale Zeilenlänge von knapp 80 Zeichen in E-Mails und Textdateien geht auf dieses Lochkartenformat zurück, ebenso das JCL-Format von IBM-Großrechnern und das Darstellungsformat von meist 80 Zeichen Breite von Terminals oder Terminal-Emulationen, welche u. a. als Datenerfassungsgeräte/-systeme die Lochkarten später verdrängten.
In die Lochkarte können in 80 Spalten und in 12 Zeilen Löcher gestanzt werden. Ursprünglich war nur ein Loch pro Spalte erlaubt, was eine Ziffer bedeutete. Später war ein zweites Loch erlaubt, was dann Großbuchstaben beschrieb; eine dritte Lochung fügte Sonderzeichen hinzu. Mit Verwendung des EBCDIC-Codes seit 1964 wurden bis zu 6-fach-Lochungen definiert (das machte 256 verschiedene Zeichen möglich). Dabei entsprach eine Karte einer Zeile Text und eine Spalte der Karte einer Zeichenposition der Zeile. Eine Lochkarte hatte somit ein Fassungsvermögen von 80 Byte.
Zum Vergleich: Der Inhalt einer Million Lochkarten füllte damit etwa ein 80-MB-Festplattenlaufwerk, eine in den 1970er Jahren übliche Größenordnung auf Großrechnern. Als einzelner Kartenstapel würde dies rechnerisch mit 170 Metern etwa die Höhe des Ulmer Münsters ausmachen, das Gewicht beträgt in trockenem Zustand etwa 2.500 kg, die etwa 100 kg Verpackung nicht mitgerechnet.
Karl Ganzhorn und Wolfgang Walter beschreiben im Jahr 1966 die besonderen Eigenschaften von Lochkarten wie folgt: „Ihre Hauptvorteile, wie
- maschinelle und visuelle Lesbarkeit
- mechanische Duplizier-, Misch- und Sortierbarkeit,
- das überragend gute Signal-Störverhältnis (>106),
- geringe Kosten
- universelle Eignung zur maschinellen Dateneingabe und -ausgabe,

sind in dieser idealen Kombination noch von keinem anderen Speichermedium erreicht worden.“
Zahlreiche Verbesserungen der Lochkartensysteme gehen auf Gustav Tauschek (1899–1945) zurück.

### Ende der Lochkarten-Ära
Ab Mitte der 1960er Jahre verbreiteten sich in den Rechenzentren Magnetbänder als Medium zum Speichern und Sortieren von Daten. Sie waren schneller und hatten eine wesentlich höhere Kapazität in Bezug auf Volumen und Gewicht. Mitte der 1970er Jahre war die Lochkarte weitgehend außer Gebrauch und auch zur Datenerfassung von Magnetbandkassetten oder Disketten abgelöst.

### Weitere Geschichte
In Einzelfällen wurden und werden Lochkarten, oft in individuell auf den Anwendungszweck ausgerichteten Formaten, auch noch sehr viel später und für unterschiedliche Zwecke benutzt. Beispiele:

#### Votomat
Lochkarten finden in US-amerikanischen Wahlmaschinen Verwendung. Bei der Wahl von George W. Bush zum Präsidenten der USA wurden teilweise Wahlzettel verwendet, die vom Wähler wie Lochkarten von Hand mit einem Stift gelocht wurden. Bei der Präsidentschaftswahl USA 2000 wurden auch Lochkarten im Hollerith-Format eingesetzt. In Florida kam es zu Pannen bei der Stimmenauszählung; das Stimmabgabesystem mittels Lochkarten geriet in die Kritik. Deshalb wurde beschlossen, beginnend mit den Präsidentschaftswahlen 2004, die Lochkarten auch in diesem Bereich abzuschaffen und durch elektronische Wahlsysteme zu ersetzen. Auch bei der Präsidentschaftswahl USA 2004 wurde teilweise noch mit Lochkarten gearbeitet.

„Die große Mehrheit der US-Bürger wird es aber weiterhin auf herkömmlichem Wege tun: entweder per Kreuzchen, durch das Aufschreiben des Namens des favorisierten Kandidaten, durch das Markieren von Kästchen neben den Kandidatennamen – oder eben durch das Ausstechen von Löchern.“

Selbst bei der Präsidentschaftswahl USA 2012 war die Umstellung noch nicht abgeschlossen.

#### Stempeluhr
Lochkarten im Hollerith-Format gibt es heute noch bei einigen mechanischen Stempeluhren. In der Computertechnik sind echte Lochkarten heutzutage nicht mehr von Bedeutung. Jedoch werden noch immer häufig Umfragedaten in Dateien gespeichert, deren Format an Lochkarten angelehnt ist – auch im 21. Jahrhundert gibt es also noch „Spalten“ und „Karten“, wenn auch nur virtuell (siehe: Liste der Begriffe und Methoden der Marktforschung).

#### Diskothek
In manchen Diskotheken und ähnlichen gastronomischen Betrieben werden heute noch (im Jahr 2018) Lochkarten zur Abrechnung des Verzehrs verwendet. Die Gäste bekommen am Eingang eine ungestanzte Lochkarte, bei denen in einer Matrix Felder mit unterschiedlichen Geld-Beträgen aufgedruckt sind. Die Bedienung stanzt bei einer Bestellung mit einer speziellen Zange die Felder aus, die den Wert der Bestellung repräsentieren. Teils hat jede Zange ein eigenes Lochmuster, um später feststellen zu können, wer die Bestellung aufgenommen hat. Am Ausgang werden die Karten in einem Kartenleser erfasst und die Endsumme gebildet. Zum Verlust der Karte können z. B. die AGB des Unternehmens Regelungen zur Höhe der dann fälligen Zahlung vorsehen.

#### Parkschein
Ein weiteres Beispiel ist der Parkschein eines Kaufhauses. Der Kassenautomat des Parkhauses erkennt an der Lochung, dass der Kundentarif anzuwenden ist.

### Programmlochkarten
Einige Programmiersprachen und Datenformate, deren Ursprünge aus der Zeit stammen, als Lochkarten ein verbreitetes Speichermedium waren, kennen auch heute noch (nach 2000) entsprechende Formatierungen, insbesondere für Programm-Quelltexte. Die feste Ausrichtung an den Spalten der Lochkarten hatte Auswirkung auf die Syntax mancher Programmiersprachen.
Beispiel Fortran

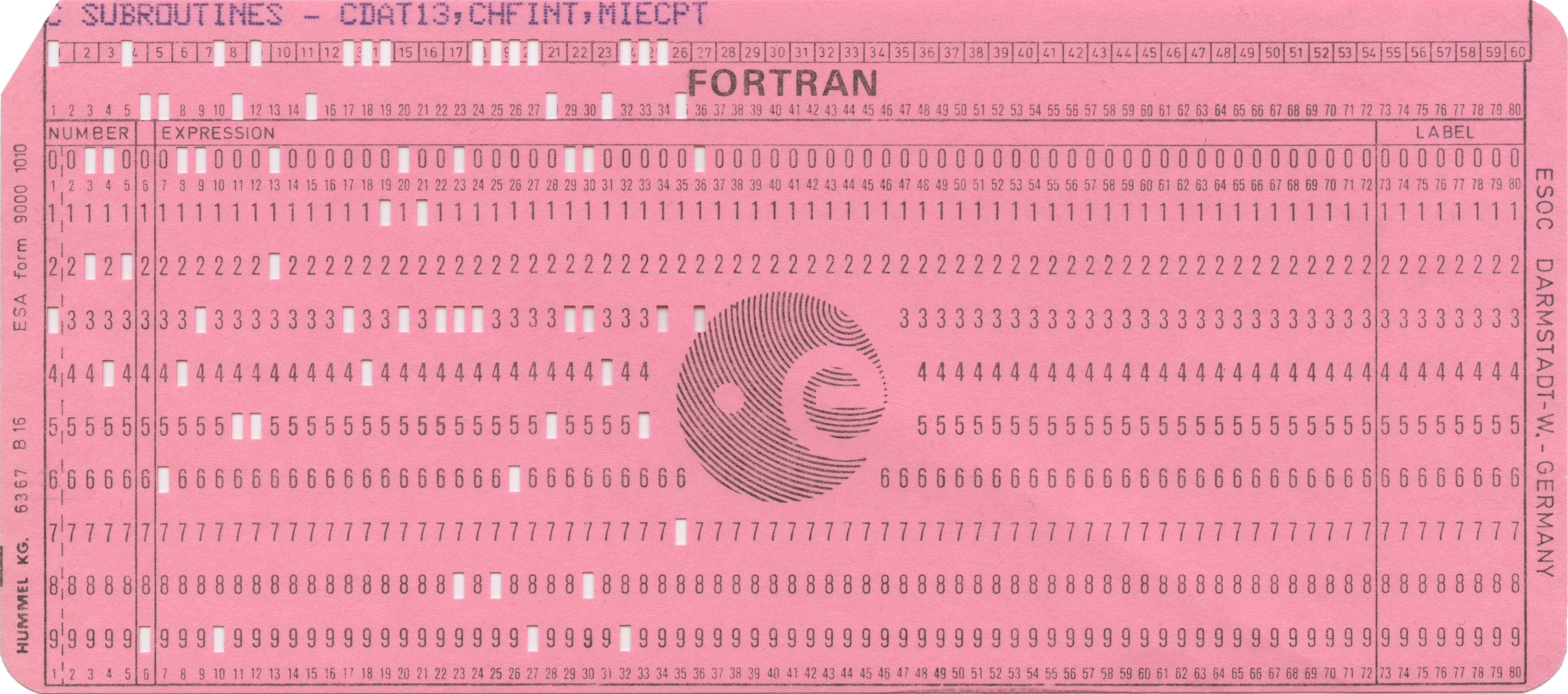
Fortran-Lochkarte der ESOC mit großem „C“ am Beginn der Codierung

Bei alten Fortran-Varianten waren die ersten fünf Spalten für ein numerisches Label vorgesehen. Bei zügiger Durchsicht der Lochkarten konnte sehr einfach erkannt werden, wenn ein Label oder der Quellcode falsch positioniert waren. Ein beliebiges Zeichen in Spalte 6, üblicherweise ein Sternchen oder ein großes C (für Continue), bedeutete: Fortsetzungskarte, d. h. die Anweisung auf der vorherigen Lochkarte/Zeile wird ab Spalte 7 fortgesetzt. Die acht Spalten 73 bis 80 waren bei Fortran für Kommentare reserviert. Hier war es üblich – und von den späteren programmierbaren Kartenlochern halbautomatisch unterstützt –, eine fortlaufende Nummer zu stanzen, damit man einen heruntergefallenen Lochkartenstapel leichter sortieren konnte. Auf für Fortran-Programme hergestellten Lochkarten waren diese Bereiche optisch deutlich markiert. Diese Konvention entstand aus einer Beschränkung der IBM 704, für die Fortran ursprünglich entwickelt worden war: Wegen der Verwendung ihrer beiden 36-bit-Register konnte der Kartenleser der  IBM 704 nur 72 Zeichen von Lochkarten (Spalten 1 bis 72) einlesen.
Die Programmiersprache COBOL basiert mit ihrer Sprachsyntax ebenfalls auf der Lochkarte; auch die Programmiersprache RPG bietet an Lochkartenformate angepasste Strukturen. Im Allgemeinen hatten auch andere Datenkarten normalerweise ein festes Format, wobei ein Datensatz einer Karte entsprach und dort die Eingabedaten wie beispielsweise Betrag, Kundennummer und Datum festen Bereichen der Spalten zugeordnet waren.

### Bezeichnung „Batch“
Die englische Bezeichnung für einen Kartenstapel ist batch. In der Zeit, als elektronische Speichermedien (wie Magnetplatten) noch nicht allgemein benutzt wurden, lagen die Steueranweisungen für die Programme inklusive ihrer Eingabedaten (zum Teil auch der Programmcode selbst) in Form von Lochkartenstapeln vor. Da der Verarbeitungsprozess auch Job genannt wurde, entstand daraus der Begriff Batchjob, deutsch: Stapelverarbeitung. Der Begriff wurde weiterhin verwendet, als daraus die Vorstellung der zu verarbeitenden Daten aus einem bildhaften Stapel entstand, bei der die Eingabedaten, die später keine Lochkarten mehr waren, der Reihe nach abgearbeitet werden. Auch auf späteren Betriebssystemen findet sich immer noch die Batchdatei, z. B. unter DOS mit der Dateiendung .bat für Stapelverarbeitungsdateien.

## Lochkartenformate in der Datenverarbeitung

### Das erste Format
Am 23. September 1884 reichte Herman Hollerith seine erste Patentanmeldung zum Thema „Art of Compiling Statistics“ ein. Er experimentierte in den Folgejahren mit verschiedenen Lochkartenformaten und Anordnungen. 1886 wurden in Baltimore Karten eingesetzt die „… an den beiden Längsseiten jeweils drei Lochreihen mit insgesamt 192 Lochpositionen“ aufwiesen. Gelocht wurde mit einer Lochzange.

### Zensus 1890
Hollerith meldete mit dem Patent 1887 folgendes Format an:
3 1⁄4 Zoll hoch, 6 5⁄8 lang … diese Karte bietet 288 Lochpositionen:
24 Lochspalten zu je 12 Lochkartenpositionen. Die Löcher waren rund; die 8,3 × 16,8 cm große Karte hatte schon den charakteristischen Eckabschnitt (im Gegensatz zur später durchgesetzten Quasi-Norm allerdings noch rechts unten) und wurde mit Ziffern und Linien bedruckt.

### 40 Spalten

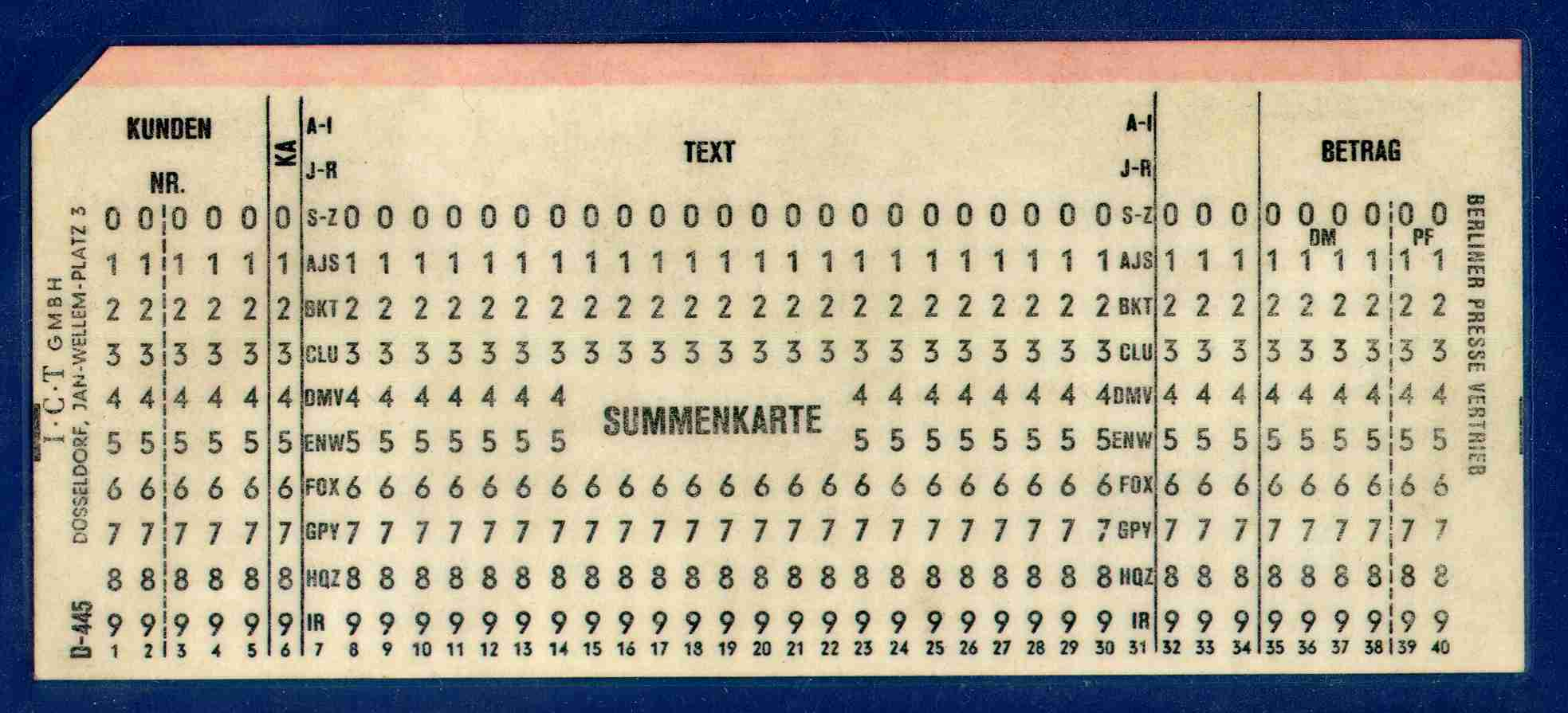
40-spaltige Lochkarte für einen kommerziellen Einsatz

Rechts abgebildet ist eine Lochkarte mit 40 Spalten, benutzt für ein kommerzielles Einsatzgebiet.

### 45 Spalten
Die Karte wurde jedoch auf 45 Spalten mit je 12 Positionen erweitert. Dies entsprach 45 Zeichen mit 12 möglichen Lochpositionen bei der für Lochkarten typischen Codierung. Eine binäre Codierung, welche die Löcher als Bits interpretiert, wurde anfangs nicht verwendet. Erst später wurde eine 6-Bit-Codierung benutzt, die es erlaubte, je Spalte 2 Zeichen (aus einem Zeichensatz von 64 Zeichen), auf der Karte insgesamt also 90 Zeichen zu speichern.

### 60 Spalten
Bei der Volkszählung 1933 der DEHOMAG in Deutschland wurden Lochkarten mit 60 Spalten verwendet.

### 80 Spalten

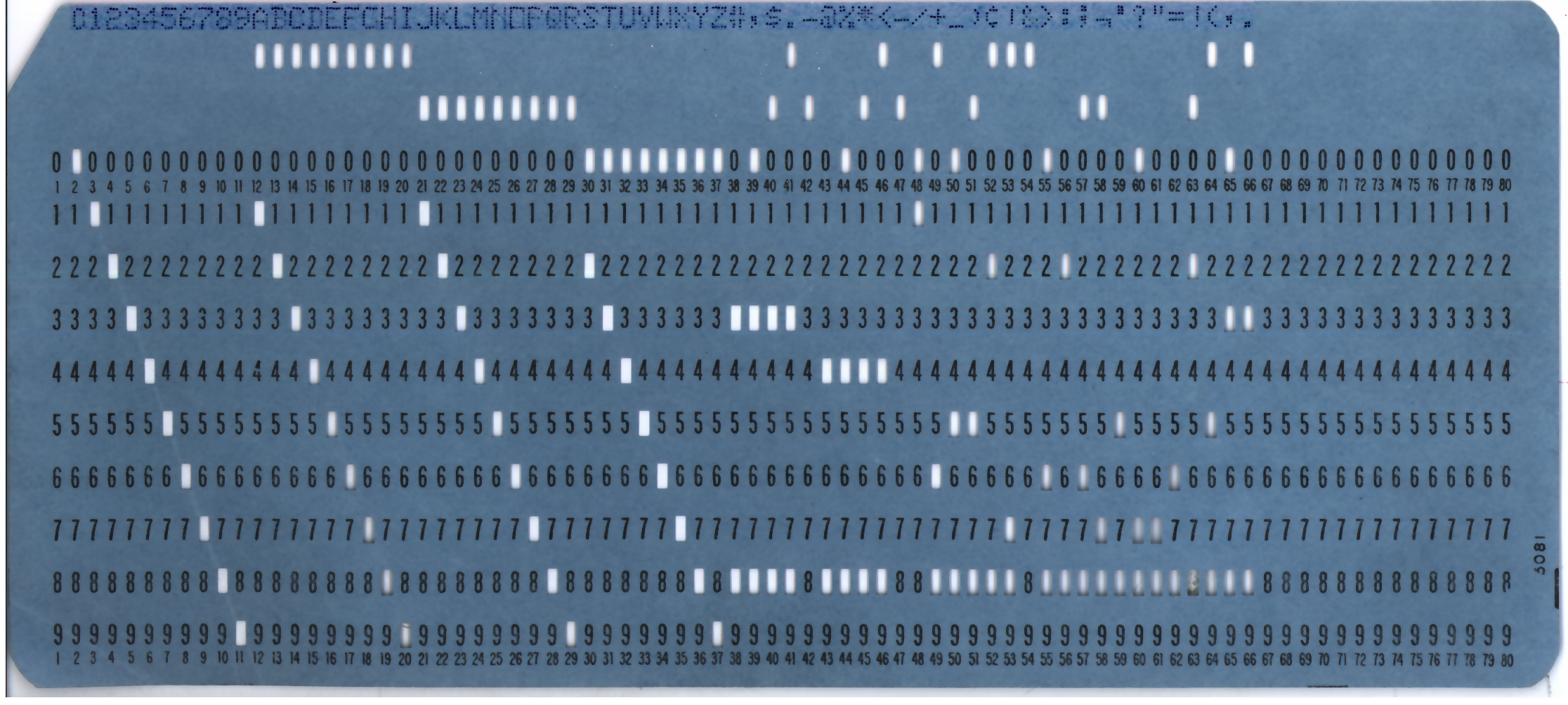
80-Spalten-Karte mit dem EBCDIC-Zeichensatz von 1964.

IBM ließ sich 1928 das 80-Spalten-Format mit rechteckigen Löchern patentieren, das bis Ende der 1970er Jahre verwendet wurde. Dieses Format war das weitaus am häufigsten verwendete.
Die Abmessungen betrugen 7 3⁄8 × 3 1⁄4 Zoll (187,325 mm × 82,55 mm). Die Karten wurden aus glattem Karton von  0,007 Zoll (180 μm) Dicke gestanzt. Etwa 143 Karten waren ein Zoll hoch, bzw. ein Stapel von 56 Karten war 1 cm dick. 1964 führte IBM die runden Ecken ein. Die Karten wurden typischerweise in Schachteln zu 2000 Stück geliefert.

### 90 Spalten (Powers/Remington Rand/UNIVAC)

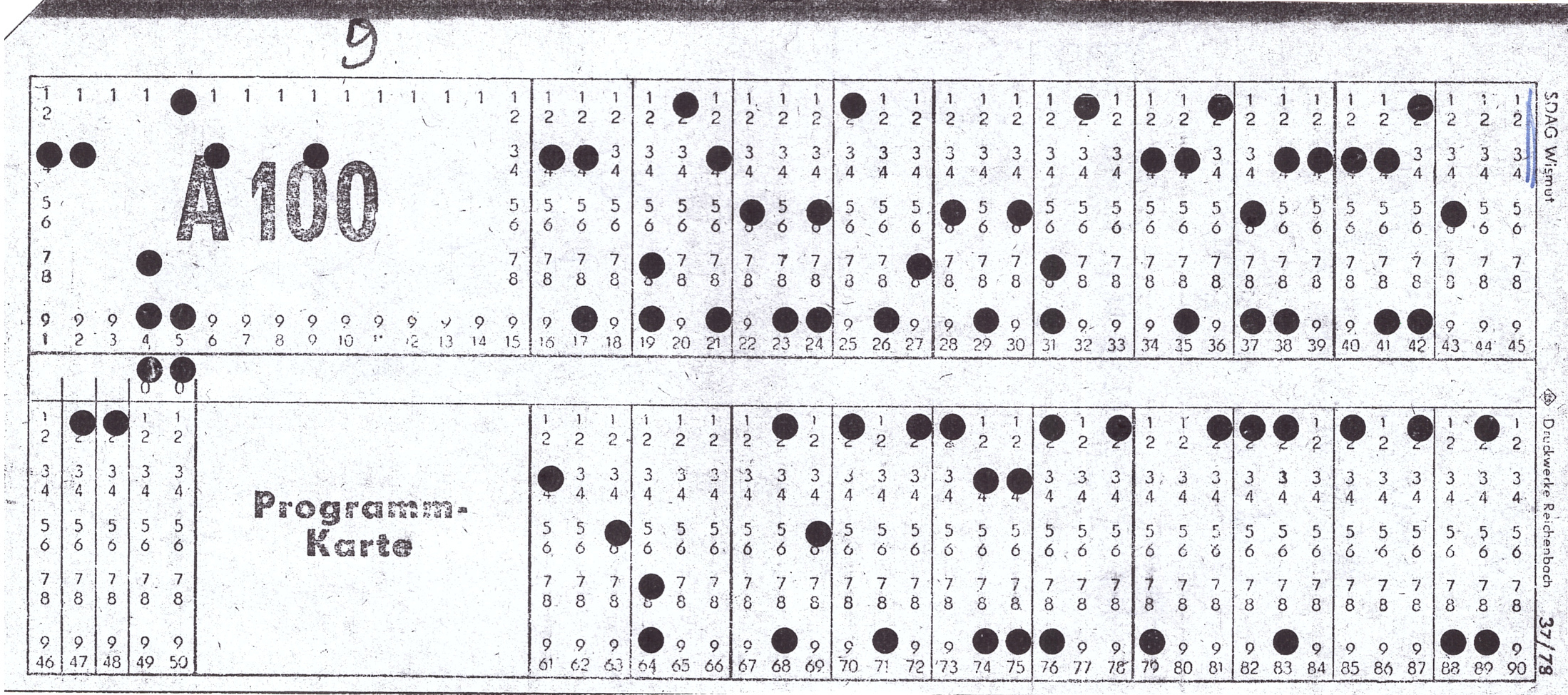
Kopie einer Lochkarte mit 90 Zeichen, Programmkarte für die A100, mit Code-Beispielen

Auf diesen Karten konnten 90 Zeichen mit runden Löchern codiert werden. Die Löcher wurden in zwei Blöcken mit je 6 Zeilen und 45 Spalten angeordnet. Die Zeilen wurden mit 0, 1/2, 3/4, 5/6, 7/8 and 9 bezeichnet, wobei die geraden Nummern in einem Paar durch eine Lochung in Zeile 9 gebildet wurden. Alphabetische und Sonderzeichen wurden mit drei und mehr Löchern dargestellt.
Diese Karten haben die gleichen Abmessungen wie die IBM-80-Spalten-Karte. Sie wurden 1928 von Remington Rand in Umlauf gebracht und fanden auf den Systemen in der CSR und der ehemaligen DDR weite Verbreitung.

### 96 Spalten (IBM)

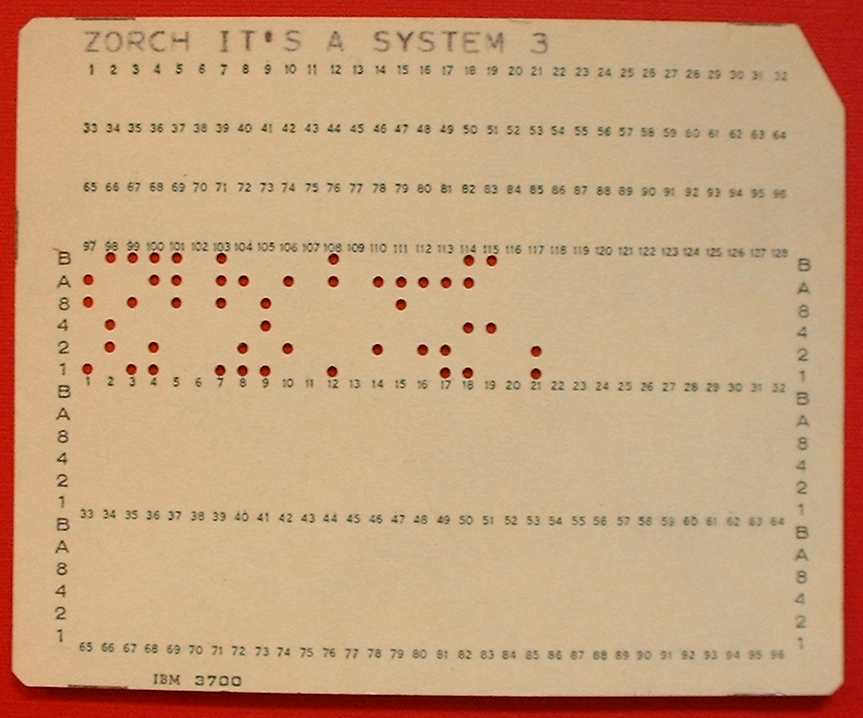
96-spaltige Lochkarte von IBM

Mit der Vorstellung des IBM-System/3 Mitte der 1970er Jahre schuf IBM ein neues Lochkartenformat mit 96 Spalten. Diese Karten waren um ca. ein Drittel schmaler als die 80-spaltigen Karten und hatten kreisförmige Löcher mit dem Durchmesser von 1 mm.
Die Daten wurden darin gespeichert:
- im sechs-Bit-Code BCD (binär-codierte Dezimalwerte), in drei Reihen mit je 32 Zeichen
- alternativ im 8-Bit-Code EBCDIC.[26] Dabei wurden die beiden obersten Datenbereiche mit je 6 Bits belegt, im untersten Bereich wurden die jeweils fehlenden 2 Bits spaltengerecht zu Bereich 1 und 2 ergänzt; die Karte konnte in diesem Modus also nur 2 × 32 = 64 Zeichen aufnehmen.

Im Gegensatz zu den auf Hollerith basierenden Lochkarten – mit numerischen Lochungen von 0 bis 9 – waren die Daten in einem Binärformat gespeichert, der ‚Wert‘ jedes Zeichens ergibt sich aus der Kombination/Addition der gesetzten 6 plus 2 Bits.

## Lochkarten-Sonderformate

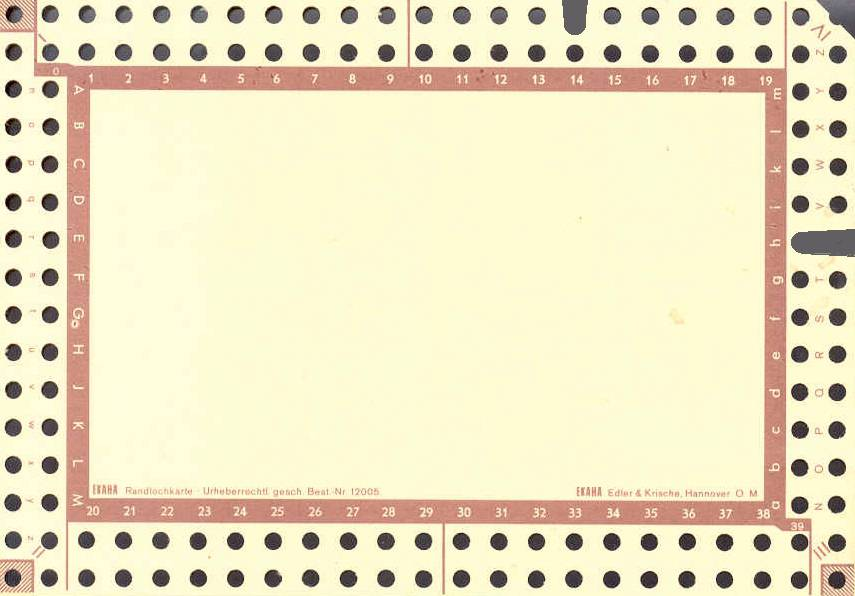
Randlochkarte mit zwei Schlitzungen

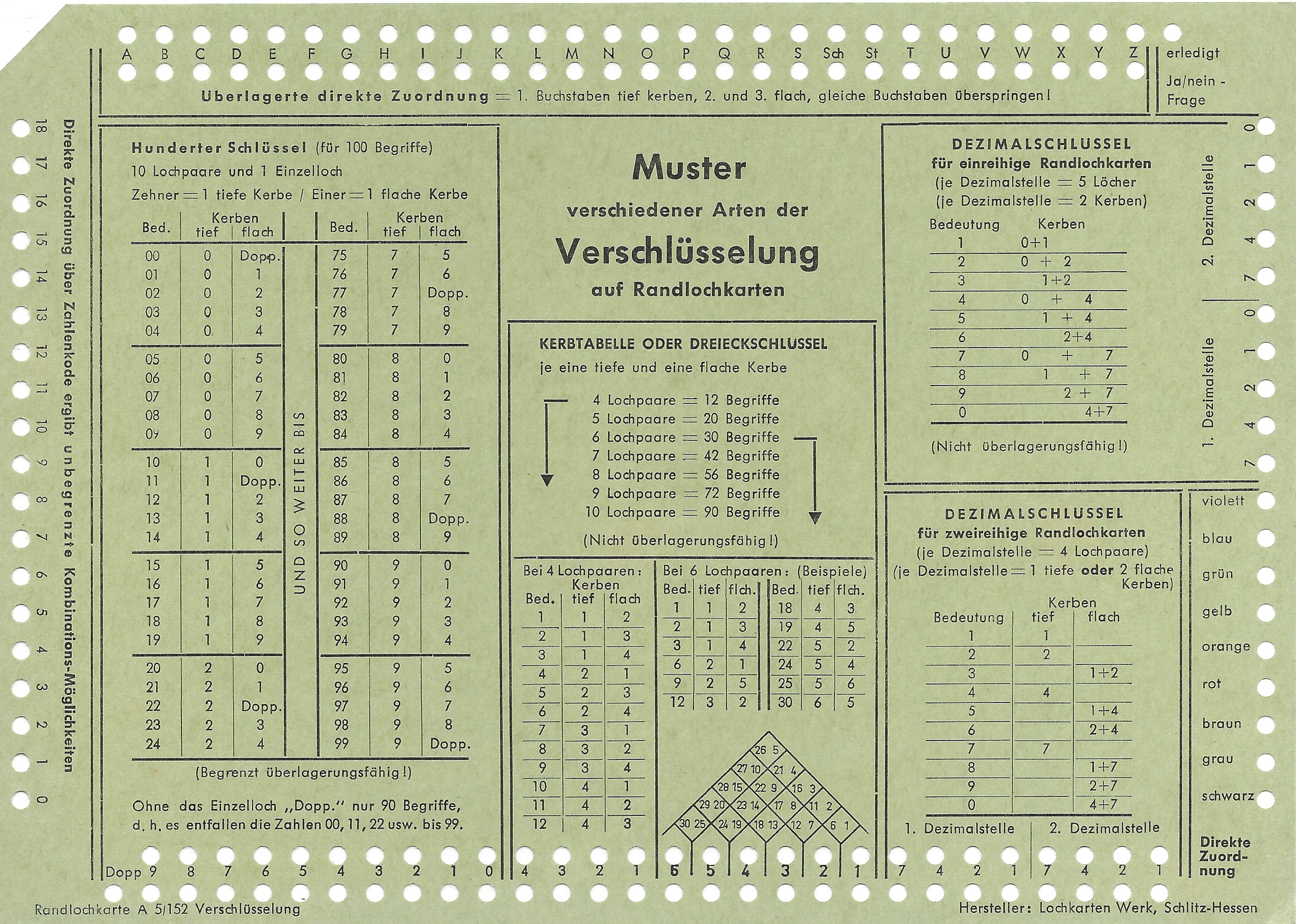
Muster, wie die Randlochkarten verschlüsselt angewendet werden können (Randlochkarte A 5/125)

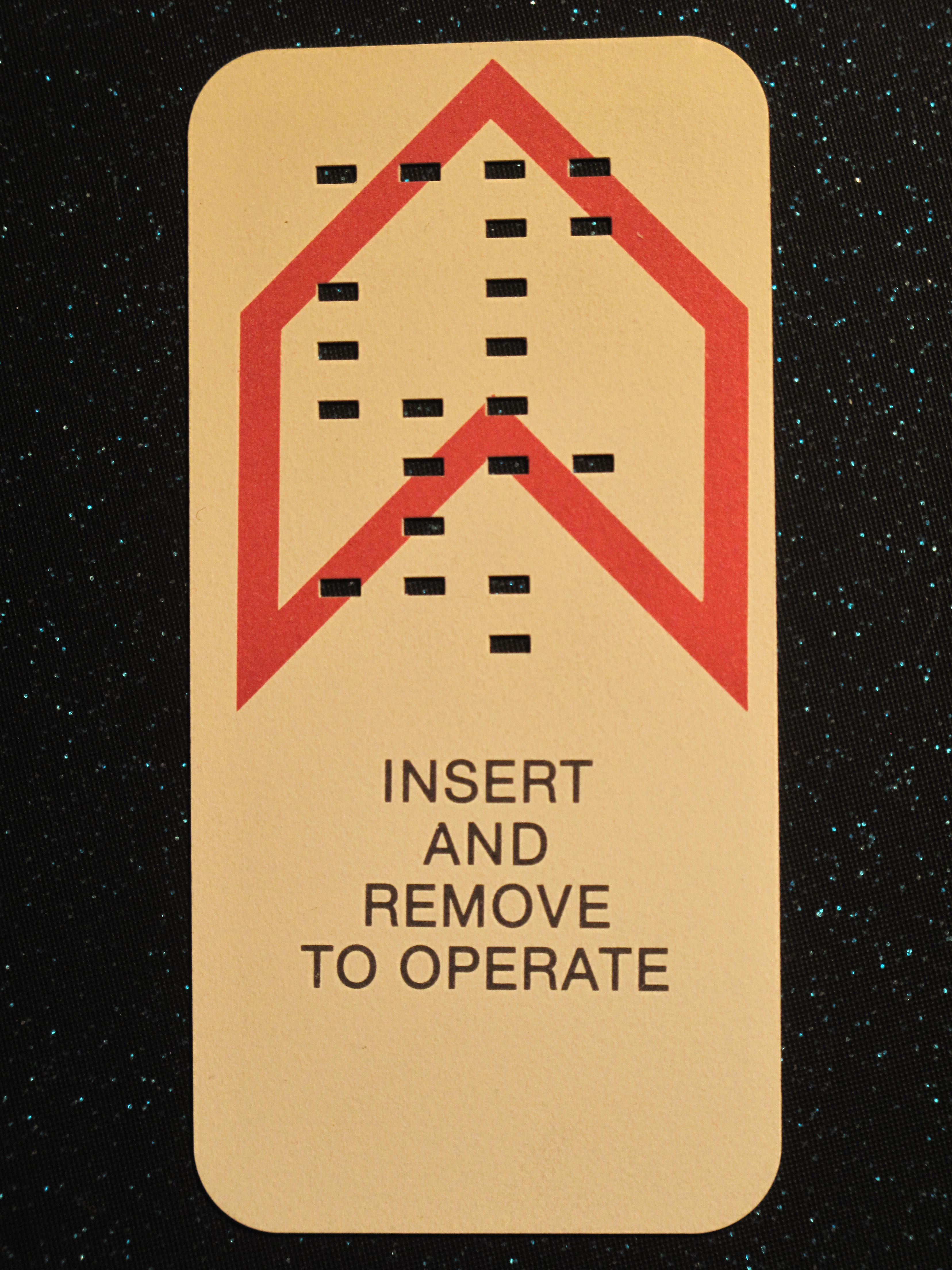
Lochkarte als Hoteltürschlüssel

### Handlochkarten
„Handlochkarten“ wurden Lochkarten genannt, die manuell oder mit einfachen Werkzeugen (Zange, Bohrer, Nadel), nicht mit Maschinen (Computern) bearbeitet und ausgewertet wurden; sie stehen so den Karteikarten näher als den maschinell verarbeiteten Lochkarten. Bekannt wurden verschiedene Typen:
- Randlochkarten verfügten über Lochreihen an den vier Seitenkanten der Karteikarte.
- Bei Schlitzlochkarten[29] befand sich der Bereich mit den Lochungen in der Kartenfläche. Zur Codierung wurden zwei Lochungen zu einem Schlitz verbunden.
- Sichtlochkarten waren Indexkarten zu Sachverhaltskarten. Jede Sichtlochkarte repräsentierte ein Merkmal. Die den Lochungen entsprechenden Nummern gaben an, welcher Karteikarte bzw. welchem Dokument das Merkmal zugeordnet wurde. Übereinandergelegt ergaben mehrere Sichtlochkarten an den durchscheinenden Stellen eine Und-Verknüpfung. Sichtlochkarten wurden u. a. vom Ministerium für Staatssicherheit (MfS) der DDR ab 1980 verwendet.[30]

### Randlochkarte
Bis in die 1990er Jahre gab es sogenannte Randlochkarten – manchmal auch als Kerblochkarte bezeichnet –, die manuell bearbeitet wurden. Verschiedene Suchkriterien (zum Beispiel im Bibliothekswesen) wurden mit Löchern oder Schlitzen an allen vier Rändern der Karte codiert.
Dieses Verfahren stellte lange Zeit eine effiziente Verwaltung von Karteikarten für Archive und Bibliotheken ohne den damals teuren Einsatz der Computertechnik sicher.
Diese Karten hatten alle im uncodierten Zustand dieselbe Anordnung von Löchern am Rand. Durch Entfernen des Materials zwischen Loch und Kartenrand entstand ein Schlitz, die Codierung. Hatte man jetzt mehrere Karten mit unterschiedlicher Codierung, so konnte man mit Hilfe einer Nadel, die durch die Löcher passte, die Karten sortieren.
Man stellte zuerst die unsortierten Karten als Stapel zusammen (damit man erkennen konnte, dass diese alle mit der richtigen Seite in eine Richtung lagen, war bei allen Karten die obere rechte Ecke abgeschrägt). Anschließend konnte man eine oder mehrere Nadeln durch die gewünschten Löcher (Suchkriterium) stecken. Durch Anheben der Nadeln wurden nur die Karten mit angehoben, die an diesen Positionen noch intakte Löcher hatten. Waren an diesen Stellen Schlitze, fielen diese Karten unten aus dem Stapel heraus.
Für die Verschlüsselung der Codierung der Randlochkarten gab es «überlagerungsfähige» und «nicht überlagerungsfähige» Schlüssel. Beim Kauf eines Satzes «Schlitz-Randlochkarten» lag diese Musterkarte bei (s. Bild rechts). Interessant war die Kombination von Sichtlochkarten mit einer Randlochkarten-Verschlüsselung.

### Filmlochkarte

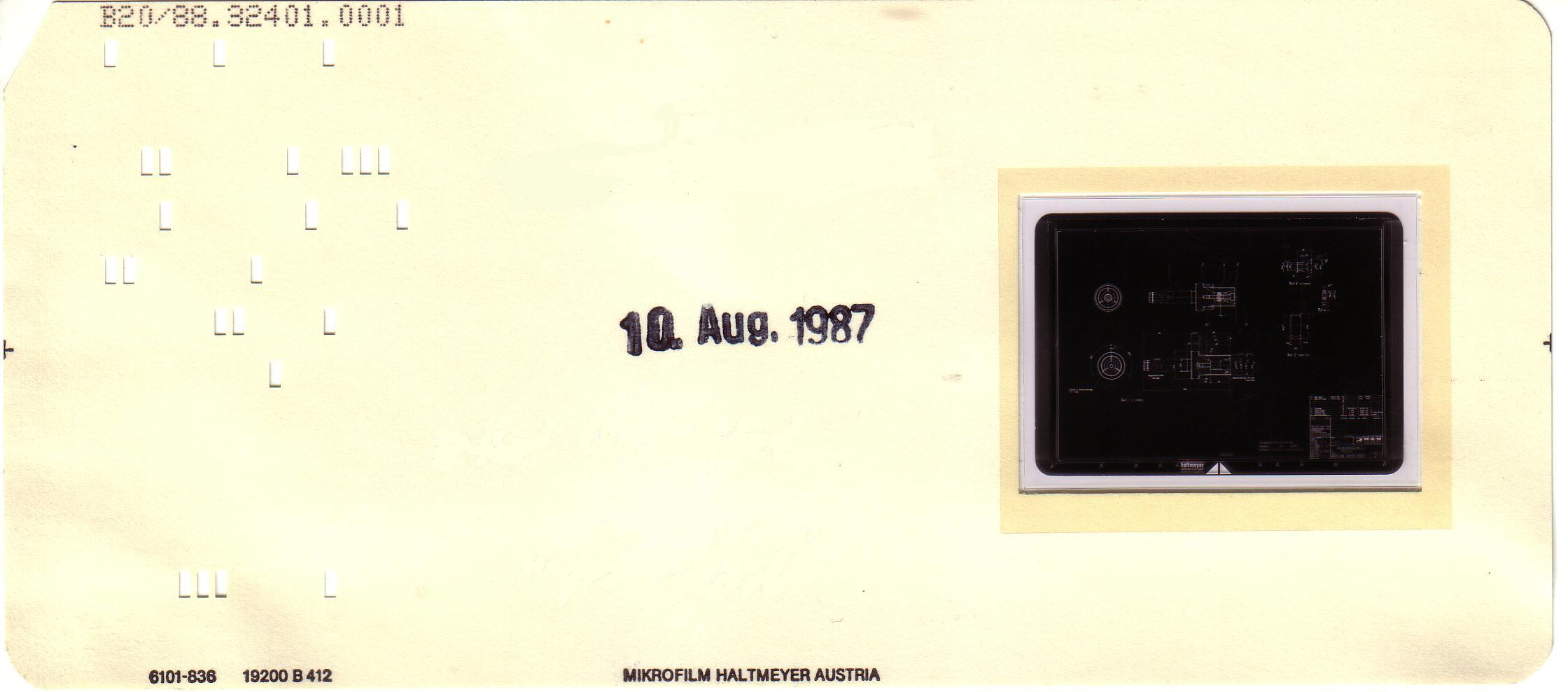
Filmlochkarte mit Mikrofilm

Die Filmlochkarte nach DIN 19053 hat einen 35-mm-Mikrofilm eingeklebt. Sie wird unter anderem zur Archivierung von Zeichnungen eingesetzt, wobei die Lochkarte der Zeichnung maschinell sortierbare Metadaten hinzufügt. Aufgrund der Langlebigkeit von Mikrofilm und der Robustheit der Lochkarte ist diese Archivierungsmethode noch immer im Einsatz, jedoch meist als Backup für ein digitalisiertes Archiv.

### Schlüssellochkarte
Kleine Lochkarten werden noch heute manchmal auch in Hotels als Schlüsselkarten verwendet.

### Andere Lochkartenanwendungen
Lochkartensysteme fanden wegen ihrer Robustheit aber auch andere Anwendungsbereiche, so zum Beispiel als Programmträger für Waschmaschinen, für Schlüsselkarten und Ausweiskarten, sowie in der Grundschule beim Profax-Lerngerät. Teilweise wurden die Lochkarten dabei in transparenten oder durchscheinenden Kunststoff eingeschweißt. Mittlerweile sind auch diese Lochkarten wieder weitgehend durch Chipkarten und ähnliche Systeme ersetzt worden.

## Arbeitsweise

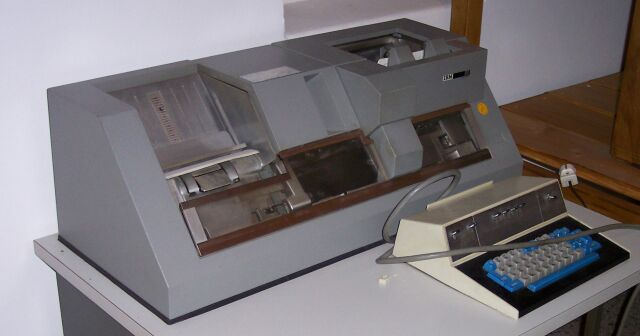
Lochkartenstanzer IBM 029 mit Bedienstation. Rechts oben Zuführungsfach (Leerkarten), links Ablagefach für erzeugte Karten

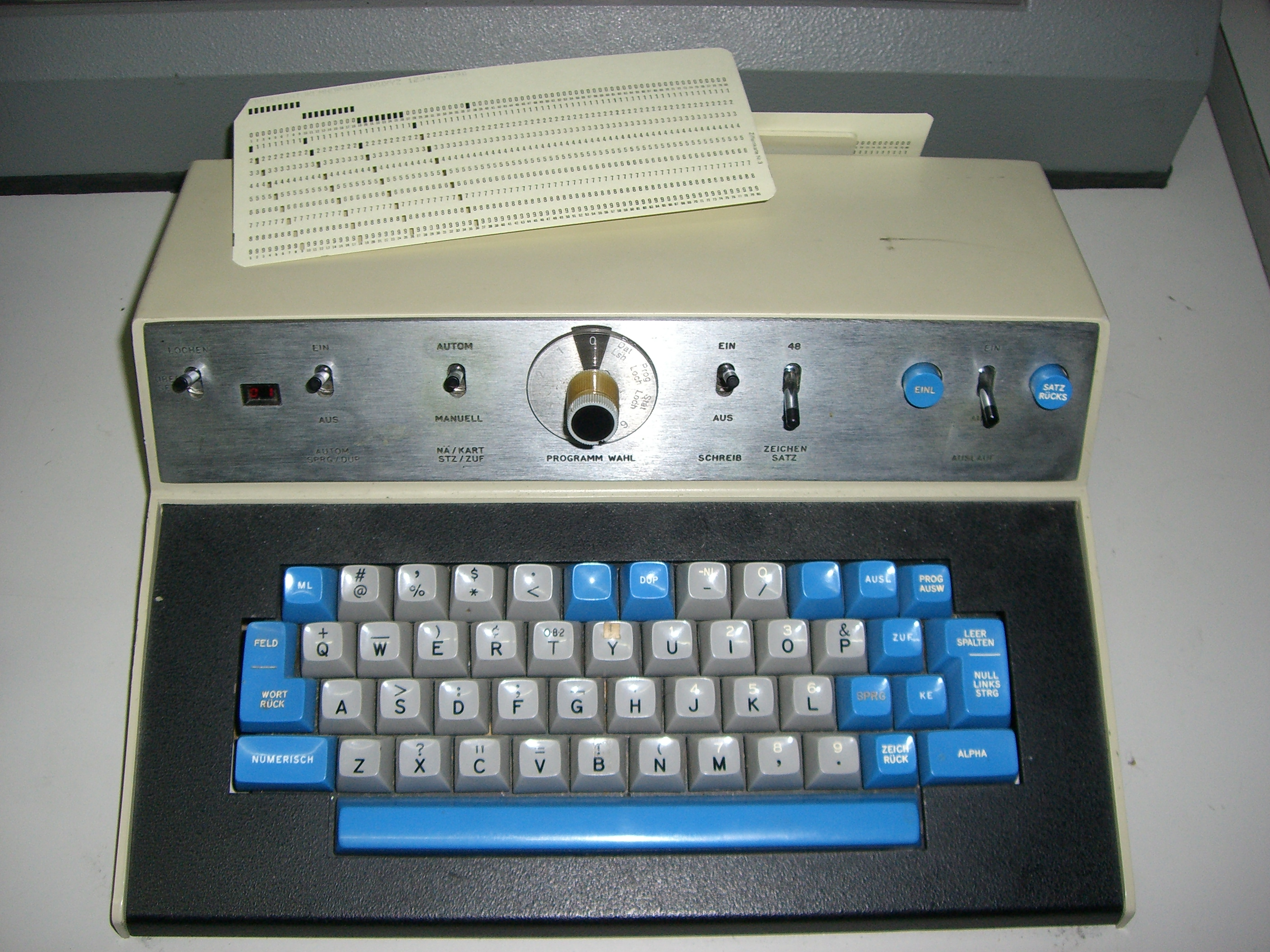
Die Bedienstation des Kartenlochers IBM 029

### Erstellung von Lochkarten
Um Lochkarten zu erstellen, gab es Lochkartenlocher, die, manuell bedient, spaltenweise Löcher so in die Karte stanzten, dass sie je nach vertikaler Lochposition und -kombination ein anderes definiertes Zeichen repräsentierten. Neuere Geräte druckten zusätzlich zum gestanzten Code – um die Karte auch für Menschen lesbar zu machen – den Inhalt als Klartext am oberen Rand mit auf die Karten. Erfahrene Programmierer konnten die Informationen auch ohne Hilfsmittel, einfach nur durch Betrachtung der Lochpositionen, interpretieren.
Diese Geräte hatten eine Schreibmaschinentastatur (meist mit numerischer Blocktastatur), eine Zuführvorrichtung für leere und eine Ablagevorrichtung für erstellte Lochkarten sowie – zur Steuerung und Beschleunigung der Erfassungsvorgänge – eine sog. Programmkarte. Diese war z. B. auf einer rotierenden Trommel aufgespannt, die von elektrischen Fühlern abgetastet wurde und je nach Inhalt der Karte bestimmte Funktionen steuerte. So konnten z. B. Felder (Spaltenbereiche) als numerisch oder alpha-numerisch definiert werden. Bestimmte Felder konnten direkt angesprungen oder übersprungen werden, so dass nur das Eintippen bestimmter Feldinhalte nötig war, ohne Steuertasten zu betätigen. Andere Programmbefehle bewirkten das Kopieren bestimmter Spaltenbereiche von einer vorhergehenden auf die neue Karte.
Auf der Tastatur gab es eine Kopiertaste, mit der die gerade gestanzte Karte bis zu einer gewünschten Spalte kopiert werden konnte. Diese Funktion wurde später von Betriebssystemen mit Terminal-gesteuerter Eingabe übernommen, um eine editierte Zeile auf einem Fernschreiber oder später auch auf dem Monitor neu auszugeben.
Optional konnten zur Kontrolle auf einer zweiten Maschine, dem Lochkartenprüfer, die Daten nochmals eingegeben werden. Wenn die Lochungen übereinstimmten, wurde die Karte als geprüft gekennzeichnet, sonst musste sie korrigiert werden.
In seltenen Fällen kamen Handlocher zum Einsatz, mit denen, ggf. nach dem Überkleben fehlerhafter Lochungen, bestimmte Spalten nachgelocht werden oder ganze Karten neu erstellt werden konnten.

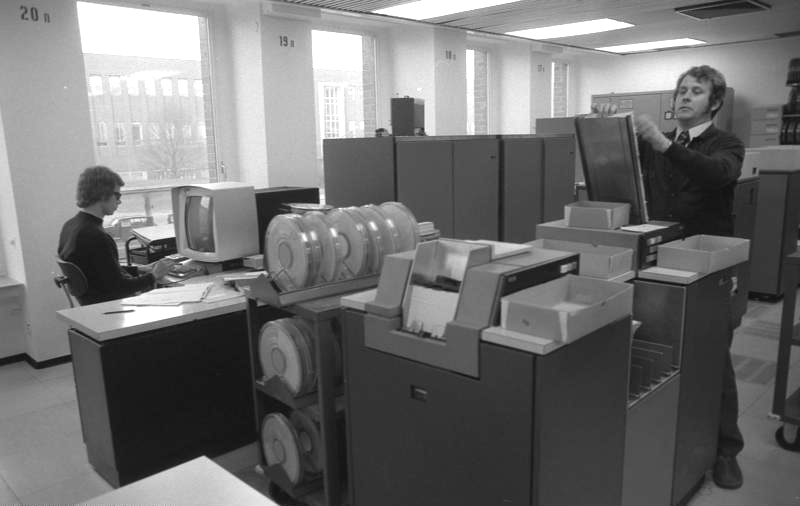
Lochkartenleser mit eingelegtem Lochkartenstapel

### Verarbeitung von Lochkarten
Eingelesen wurden die Lochkarten durch den Lochkartenleser, ein Peripheriegerät des Rechners. Der Lochkartenstapel wurde dazu in einem Leseschacht aufgelegt und – zur besseren mechanischen Zuführung – mit einem Gewicht beschwert. Für die korrekte Orientierung durch den bedienenden Operator sorgte die abgeschrägte linke obere Ecke der Lochkarten. Auf Knopfdruck wurde der Lesevorgang gestartet. Durch ein Gebläse und über Rollen wurde der Stapel direkt vor dem Karteneinzug aufgelockert und eine Karte nach der anderen eingelesen. Der Lesevorgang erfolgte entweder durch mechanisches Abtasten mit Stiften, durch Bürsten – wobei die Lochkarte als Isolator zur Kontaktwalze diente – oder durch Lichtschranken mit Fotozellen.
Die damaligen Programme waren nicht interaktiv: Ein Programm wurde gestartet, las Eingabedaten eines bestimmten Ordnungsbegriffs, verarbeitete sie und gab Ergebnisdaten aus – wieder als Lochkarten und/oder über Drucker. Dabei wurden sowohl der Kartenleser als auch der Lochkartenstanzer und der Drucker als Peripheriegeräte der Zentraleinheit vom Programm jeweils gezielt angesteuert.
Diese Arbeitsweise bedingte unterschiedliche ‚Sätze‘ (Stapel) von Lochkarten: Zum Beispiel enthielt ein Lochkartensatz das Verarbeitungsprogramm (z. B. im Maschinencode), das zu Beginn der Arbeit in den Arbeitsspeicher geladen wurde. Weitere Lochkarten enthielten technische Steueranweisungen für die Verarbeitung („Jobkarten“ für die JCL). Weitere Lochkartenstapel (einer oder mehrere) stellten sortierte Eingabedaten bereit. Soweit Ergebnisdaten als Datenbestand auszugeben waren (je nach Programm reichten oft über einen Drucker erzeugte Listen/Berichte), war dies ein weiterer Lochkartenbestand – der i. d. R. zum nächsten Verarbeitungstermin wieder als Eingabe verwendet wurde.

### Bearbeitung mit weiteren Lochkartengeräten

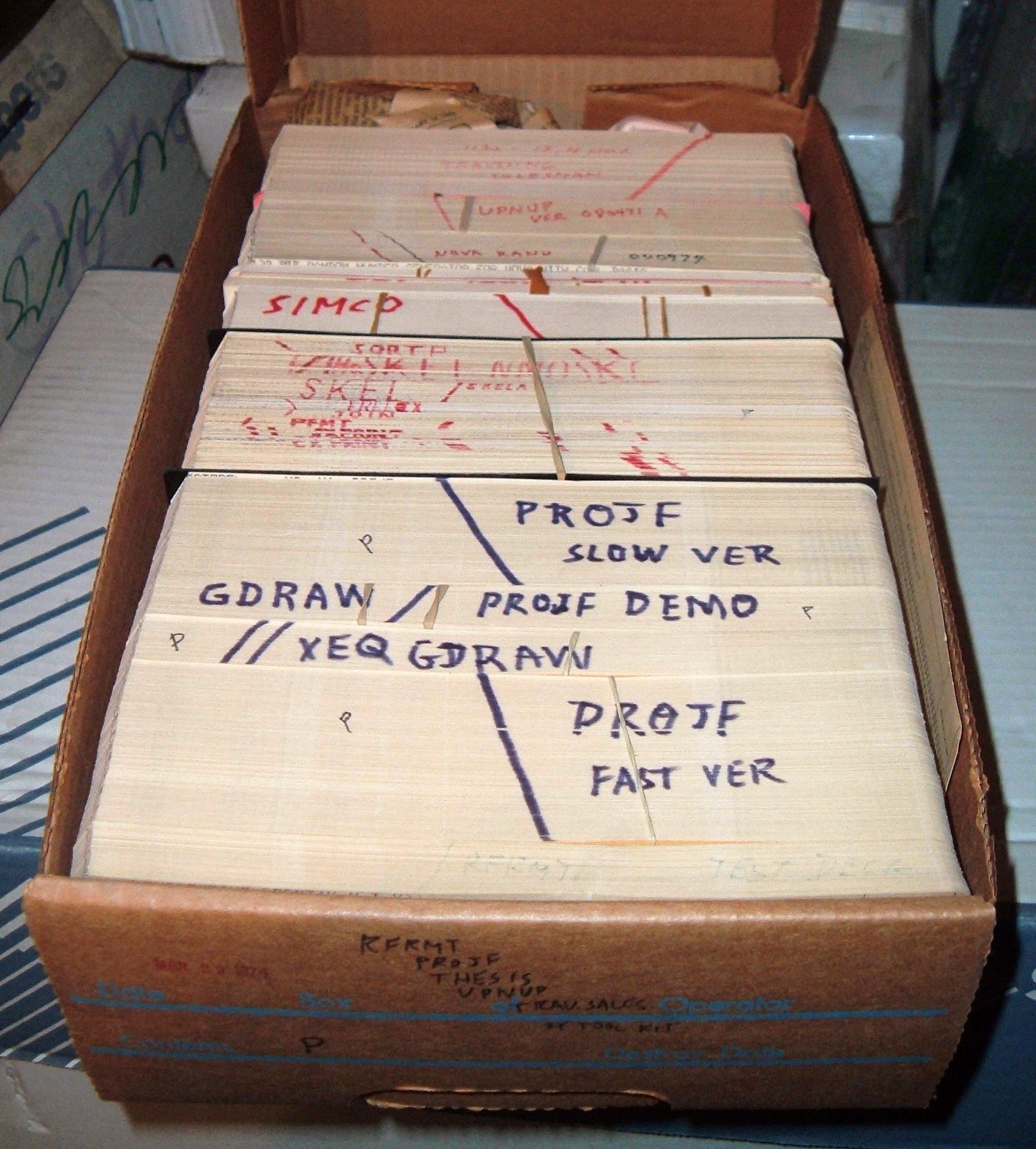
Lochkartenstapel mit manuellen Beschriftungen; schräge Linien markierten einzelne Kartenpakete und ließen evtl. falsch einsortierte Karten erkennen

- Lochkartenbeschrifter, auch „Lochschriftübersetzer“[33] genannt: Da nicht alle Stanzer die Karten mit Klartext beschriften konnten, wurden hierfür zum Teil separate Geräte eingesetzt, die Lochkarten automatisch lasen, den Code abtasteten und die Beschriftung nachträglich ergänzten, z. B. am oberen Kartenrand. Für diese Funktion konnten auch Kartenlocher eingesetzt werden. Das Beschriften war nur erforderlich, wenn die Lochkarten von Menschen bearbeitet werden mussten, z. B. Programmcode-Lochkarten durch Programmierer.
- Lochkartensortierer – zur elektro-mechanischen Sortierung von Lochkarten vor der Verarbeitung
- Lochkartenmischer – zum Mischen der Lochkarten aus verschiedenen Kartenstapeln, z. B. Bewegungsdaten hinter Stammdaten. Hierzu enthielten die Lochkarten meist in den vordersten Spalten eine 'Kartenart' – die auch in der Verarbeitung der Datenerkennung diente. Der Mischer konnte auch zum Trennen von Datenstapeln (z. B. nach der Verarbeitung) verwendet werden.
- Es war auch möglich, die mit Einführung der ersten Zeilenterminals ebenfalls eingeführten Zeileneditoren mit Lochkarten zu bedienen und somit z. B. gespeicherte Programme zu ändern.

### Transport
Lochkarten wurden meist nicht dort verarbeitet, wo sie erzeugt wurden (z. B. im „Lochsaal“), sondern meist in einem Rechenzentrum. Gelagert/archiviert wurden sie ebenfalls woanders. Daher mussten sie zwischen verschiedenen Orten/Stellen körperlich mehrfach transportiert werden.
- Transport zur Verarbeitung: Häufig fielen relativ weite Transportwege und lange Transportzeiten an. Um die Lochkarten zuverlässig und pünktlich zum Rechenzentrum zu transportieren, betrieben Unternehmen und Unternehmensverbünde, öffentliche Stellen, Universitäten und auch schon das Militär in Vorkriegszeiten zum Teil Kurierdienste, die die Lochkarten zu den Verarbeitungsterminen an den Ort der Verarbeitung transportierten, ggf. auch die Verarbeitungsergebnisse wie Kontoauszüge, Rechnungen, Listen etc. am nächsten Tag zurücklieferten.
- In der Softwareentwicklung: Wenn der Quellcode von Programmen auf Lochkarten gespeichert war, mussten die Programmierer im Fall von Programmänderungen geänderte, neue und zu entfernende Karten manuell in den in einem Programmkartenarchiv gelagerten Kartenstapel einarbeiten, und das gesamte Programm zur Kompilierung im Rechenzentrum anliefern. Größere Programme konnten z. B. aus 5000 bis 8000 Karten bestehen, also ca. 4 Kartons mit je ca. 2–3 kg an Gewicht bedeuten.
- Im Rechenzentrum: Von den Anlieferungsstationen wurden die Lochkarten abgeholt, in der Arbeitsvorbereitung geprüft und ergänzt und in den Maschinensaal gebracht. Dort wurden sie zum geplanten Termin verarbeitet und in die Archive oder an die Einlieferer über Ergebnisfächer zurückgeliefert.

Transportiert wurden die Lochkarten im Allgemeinen in Kunststoffbehältern, in denen die Lochkarten bei unvollständiger Füllung mit Klemmleisten fixiert wurden. Zum Teil, z. B. innerhalb eines Gebäudes, wurden auch die Kartons verwendet, in denen die Lochkarten vom Hersteller geliefert wurden, je Karton 2000 Stück. Für größere Datenmengen wurden innerhalb von Gebäuden Transportwagen benutzt. Zur Optimierung des Transports (Volumen/Gewicht und Zeit) wurden, zum Teil und als Übergangslösungen, Lochkarteninhalte auf elektronische Medien übertragen, diese dann transportiert oder die Daten per DFÜ gesendet.

### Lagern und Archivierung
Die Arbeit mit Lochkarten erforderte auch Raum zu deren Aufbewahrung. Oft gab es gesonderte Bereiche:

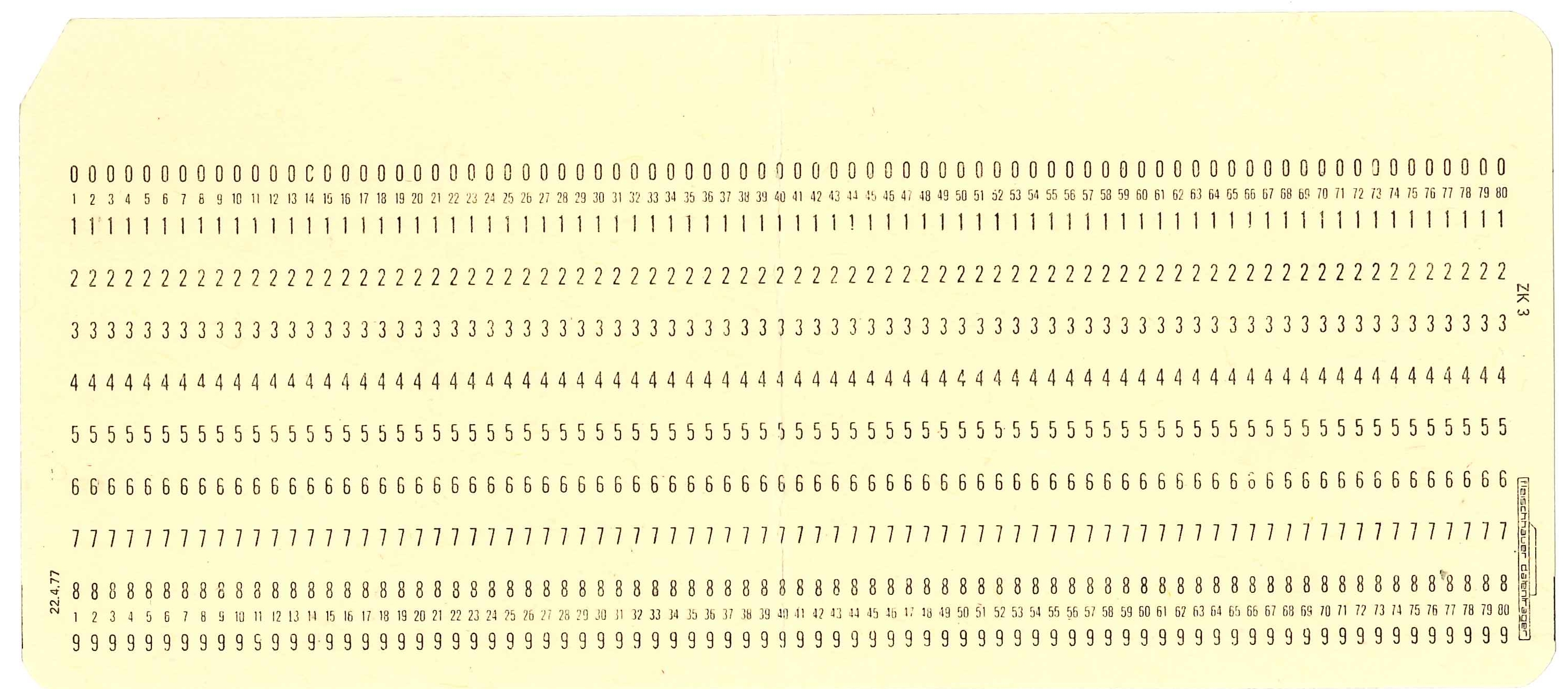
80-spaltige Lochkarte, ohne Feldstruktur, unbenutzt

- Leerkartenbereich (meist in der Nähe der Lochstationen): Hier lagerten unbeschriebene („neutrale“) Karten und – zur besseren Lesbarkeit durch Bearbeiter – Karten mit Aufdruck der einzelnen Kartenfelder. Größere Lager bewegten sich durchaus im Kubikmeter-Bereich oder füllten ganze Räume.
- Kurzzeitbereich für Lochkarten, die zu einer baldigen Verarbeitung anstehen, geordnet nach den diversen Anlieferern, Anwendungen etc.
- Bestandsdaten aus abgeschlossenen Verarbeitungen, benötigt für spätere Verarbeitungen; geordnet nach Bestandsarten
- Eingabedaten nach der Verarbeitung – für weitere Verarbeitungen, z. B. die Monatsverarbeitung, Zinsrechnung etc.
- Eingabedaten nach der letzten Verarbeitung – zur Datensicherung
- Quellcode-Archive und auch Kartenbestände mit Maschinencode (solange es keine elektronischen Programmbibliotheken gab)
- Recyclingbestände nach Ablauf der Datensicherungszeit – bis zur Abholung zum Recycling, zum Teil auch zur Aufbewahrung aus antiquarischen Gründen[34]

Alle diese Archive wurden manuell befüllt bzw. aus ihnen wurden Kartenstapel für die Verarbeitung manuell entnommen. Die Lochkarten „sollten zweckmäßigerweise in einem klimatisierten Archiv gelagert werden, damit sie die gleiche Feuchtigkeit besitzen wie die Luft im EDV-Raum“.

## Lochkartencodierung
Der Dateninhalt von Lochkarten wird durch Lochungen repräsentiert. Welches Zeichen dargestellt wird, ergibt sich aus der Position der Lochungen (ggf. mit Mehrfachlochungen pro Spalte) – deren Kombinationen in einer Codesystematik festgelegt/vereinbart sind. Über die relativ lange Einsatzdauer von Lochkarten waren unterschiedliche Codesystematiken im Einsatz, die von der Art der Lochkarten und vom Hersteller der Lochkarten-Verarbeitungsgeräte abhängig waren.
Neben dem bekanntesten 80-Zeichen-System der IBM waren z. B. ein 45×2-Zeilensystem (= 90 Zeichen) von Remington Rand und ein später von IBM für das System/3 vorgestelltes Format mit 96 Spalten und 24 Zeilen im Einsatz.
Beispiel: 80-Zeichen-Code der IBM:
Diese Lochkarten, u. a. auf Systemen der Serie 360 verwendet, wiesen 80 Spalten auf, in denen je 1 Zeichen erfasst werden konnte. Dessen Wert/Inhalt bestimmte sich durch Lochungen in den 12 senkrecht übereinander angeordneten Zeilen: Für ganzzahlige Werte von 0 bis 9 wurden nur die unteren 10 Lochpositionen alternativ verwendet. In den beiden obersten Zeilen (auch „Zonen“ oder „Zonung“ genannt; '12er' und '11er' Zone) wurden durch sogenannte „Überlochungen“ Minuswerte gekennzeichnet oder das Zeichen galt als Buchstabe oder Sonderzeichen. Die dritte Zeile von oben war die Null-Reihe des numerischen Teils, sie wurde bei Mehrfachlochungen ebenfalls als Überlochung benutzt und dabei als '10er'-Zone bezeichnet.
Für die im Lochkartencode festgelegten Zeichen oder Werte wurden folgende Lochungen verwendet und umgekehrt (die Lochungen wurden als entsprechende Zeichen interpretiert):
- Ziffern 0 bis 9 ohne Vorzeichen: Lochung in einer der numerischen Zeilen 0–9
- Ziffern 0 bis 9 mit Vorzeichen: negative Zahlen wurden zusätzlich zur Lochung 0–9 mit Überlochung in der 11er Zone der letzten Ziffernspalte codiert; positive Zahlen wurden in manchen Fällen mit 12er Überlochung dargestellt, in der Regel jedoch ohne Überlochung als neutrale Zahl.
- Alphabet A bis I: 12er Zone plus numerisch 1 bis 9
- Alphabet J bis R: 11er Zone plus numerisch 1 bis 9
- Alphabet S bis Z: 10er Zone plus numerisch 2 bis 9
- Kleinbuchstaben, Umlaute und Sonderzeichen sowie (in einer späteren Version des LK-Codes) alle Kombinationen des EBCDIC-Codes wurden mit weiteren Lochkombinationen, und zwar mit bis zu 6 Lochungen je Spalte, dargestellt.

Man erkennt einen gewissen Zusammenhang zwischen der Lochkarten-Codierung und dem EBCDIC-Code – in dem die Lochkarteninhalte im Hauptspeicher oder auf elektronischen Datenträgern in hexadezimaler Form gespeichert wurden: Die Überlochungen gingen in das erste Halbbyte ein (den Zonenteil), die numerischen Lochungen (bei Ziffern) unverändert in das zweite Halbbyte (den Nummernteil). So wurde z. B. der Buchstabe „A“ hexadezimal zu „C1“, der Buchstabe „S“ zu „E2“, die vorzeichenlose Ziffer „3“ zu „F3“. Als positiver Wert wurde die „3“ mit „C3“, als negativer Wert mit „D3“ gespeichert. Zur internen Verarbeitung in Rechenoperationen mussten numerische LK-Felder in intern-numerische Datenformate konvertiert werden – zum Beispiel in das binäre oder das 'gepackte' Datenformat. In Assemblersprachen wurde dies individuell programmiert (z. B. 'PACK ZWI_FELD,LK_FELD'), höhere Programmiersprachen fügten solche Konvertierungen automatisch ein.
Somit war in einer Lochkartenspalte z. B. der negative Wert „−4“ mit einer 11er Überlochung und der 4 im Nummernteil codiert – identisch zum Buchstaben „M“. Ob „M“ oder „minus 4“ galt, war davon abhängig, ob das verarbeitende Programm die Spalte als Teil eines Textfelds oder eines numerischen Felds (letzte Spalte) interpretierte.

### Normen
- DIN 19053: 1991-01 Mikrofilmkarte für Film 35 mm.
- DIN 66004-2: 1982-09 Informationsverarbeitung; Codierung auf Datenträgern; Darstellung des 7-Bit-Code und des 8-Bit-Code auf Lochkarten. (identisch mit ISO 6586: 1980-11)
- DIN 66018 Beiblatt: 1972-05 Lochkarten für Informationsverarbeitung; Lagerung und Handhabung.
- DIN 66018-1: 1972-05 Lochkarten für Informationsverarbeitung; Maße, Anforderungen, Prüfung.
- DIN 66018-2: 1972-05 Lochkarten für Informationsverarbeitung; Maße und Lage von rechteckigen Löchern.
- DIN 66228-1: 1978-05 Kleinlochkarten für Informationsverarbeitung; Maße, Anforderungen, Prüfung.
- DIN EN 2484: 1989-10 Luft- und Raumfahrt; Zeichnungsverfilmung; Mikrofilm-Lochkarte für Film 35 mm; Deutsche Fassung EN 2484: 1988.
- ISO 6586: 1980-11 Data processing; Implementation of the ISO 7-bit and 8-bit coded character sets on punched cards – Datenübertragung; Anwendung der ISO-7-bit- und 8-bit-kodierten Zeichensätze für Lochkarten. (identisch mit DIN 66004-2: 1982-09)
- VDA 4903: 1982-04 Mikrofilm; Einheitliche Mikrofilm-Lochkarte der Automobilindustrie.